# Lucien-Léon Guillaume Lambert
Lucien-Léon Guillaume Lambert (Lucien Lambert Jr.; * 5. Januar 1858 in Paris; † 21. Januar 1945 in Porto, Portugal) war ein französischer Komponist und Pianist afroamerikanischer Herkunft.
Lambert wurde von seinem Vater, dem Komponisten Charles Lucièn Lambert unterrichtet. Er verbrachte seine Jugend in Brasilien und war später in Paris Schüler von Auguste Barbereau, Théodore Dubois und Jules Massenet. Er wirkte eine Zeit lang als Pianist am Königshof in Portugal und unterrichtete dann in Paris.
Lambert komponierte mehrere Opern, darunter Borceliade, Penticosa, Le Spahi und La Sorcière. Für seine Kantate Der gefesselte Prometheus wurde er 1885 mit dem Rossini-Preis ausgezeichnet. Aus dem Jahr 1905 haben sich einige Wachszylinder-Aufnahmen erhalten, auf denen er Stücke von Louis Moreau Gottschalk und das Stück „Der Vogel als Prophet“ aus Robert Schumanns Waldszenen spielt.